# 솔브요르그 호이펠트

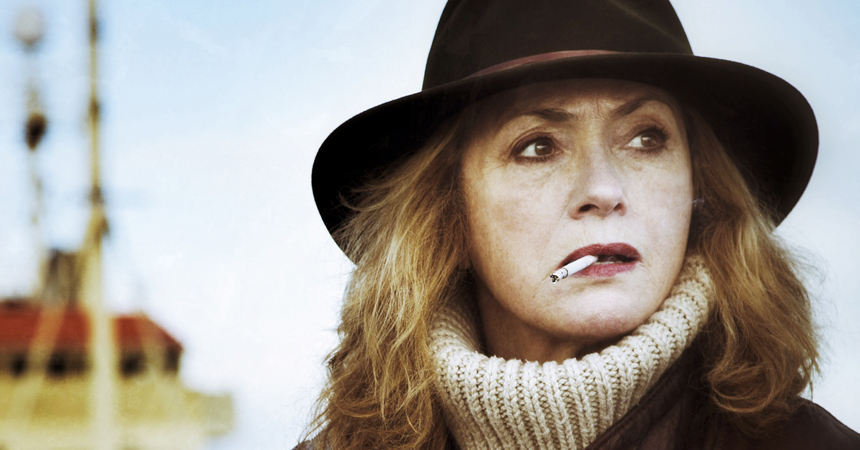

솔브요르그 호이펠트(Solbjørg Højfeldt, 1947년 6월 10일 ~ )는 덴마크의 배우이다.
코펜하겐에서 태어났다.

## 영화
- 수어사이드 투어리스트 (2019년)
- 더 블레싱 (2009년)
- 시몬 앤 말루 (2009년)
- 브라더스 (2004년) - 엘제 역
- 크레도 (1997년)
- 킹덤 (1994년)
- 야상곡 (1980년)